# Килидж
Килидж — у Османській імперії — «меч, шабля» — земельне володіння, тімар чи зеамет, який мав визначений для даної області дохід, з якого для феодального ополчення мав виставлятися один воїн-вершник (сіпагі чи джебелю). Розміри килиджей для різних областей були різними.